# Smuin Contemporary Ballet
La Smuin Contemporary Ballet, precedentemente nota come Smuin Ballet, è una compagnia di balletto itinerante con sede a San Francisco, in California. La Smuin Ballet svolge la sua stagione in più luoghi: il Dean Lesher Center a Walnut Creek, il Mountain View Center for the Performing Arts a Mountain View, il Sunset Center a Carmel e lo Yerba Buena Center for the Arts di San Francisco.

## Storia

### Fondazione
Michael Smuin, ex ballerino, coreografo e direttore del San Francisco Ballet e un coreografo pluripremiato, fondò la Smuin Contemporary Ballet nel 1994.
All'epoca nota come Smuin Ballet, la "compagnia di balletti americana con un accento decisamente americano ... instillava nel balletto il ritmo, la velocità e il tempo sincopato della cultura popolare americana". Michael Smuin creò circa 40 balletti per la compagnia Smuin. Dopo la sua improvvisa scomparsa nel 2007 Celia Fushille musa e pilastro di lunga data di Smuin fu nominata direttore artistico della Smuin. Come membro fondatore della compagnia, la Fushille creò ruoli in alcuni dei balletti più memorabili di Michael Smuin, dalla romantica Roxane di Cyrano alla lussuriosa Lola-Lola in The Blue Angel. La visione di Fushille della compagnia, oltre al ruolo di conservatrice e prima presentatrice dei balletti di Michael Smuin, è quella di portare sul palcoscenico nuovi lavori di coreografi emergenti e di fama mondiale, nonché di sostenere giovani aspiranti coreografi all'interno della compagnia Smuin.

## Tournée e spettacoli
La Smuin esegue oltre 60 spettacoli a stagione nei teatri di San Francisco, Walnut Creek, Mountain View e Carmel. Con sede nella San Francisco Bay Area, la compagnia effettua tournée in tutto il paese in luoghi come il Joyce Theatre di New York, nel Montana, lo stato natale di Michael Smuin e in tutta Europa.
La Smuin ha lanciato oltre 50 nuove opere nel repertorio di danza americano, tra cui molte coreografie di Michael Smuin, oltre a più di 10 balletti creati da Amy Seiwert, la coreografa in residenza di Smuin. Molti importanti coreografi come Trey McIntyre, Helen Pickett, Ma Cong, Adam Houghland e Val Caniparoli hanno presentato in anteprima loro lavori con la compagnia Smuin. Molti dei coreografi hanno anche dato alla Smuin l'opportunità di eseguire i loro lavori, tra cui Jiří Kylián, Twyla Tharp, Annabelle Lopez Ochoa e altri ancora.

## La compagnia

### Direttore artistico
- Celia Fushille

### Maestra di balletto
- Amy London

### Coreografo in residenza
- Amy Seiwert

### Ballerini principali[17]
- Oliver-Paul Adams
- Tessa Barbour
- Mengjun Chen
- Erica Chipp
- Terez Dean
- Erica Felsch
- Valerie Harmon
- Nicole Haskins
- Dustin James
- Robert Kretz
- Ben Needham-Wood
- Jonathan Powell
- Lauren Pschirrer
- Benjamin Warner
- Rex Wheeler
- Erin Yarbrough-Powell